# Othon de Carinthie
Otton Ier, comte de Worms, est né vers 948 et mort le 4 novembre 1004. Il fut duc de Carinthie de 978 à 983 et à nouveau de 995 jusqu'à sa mort. Otton est le grand-père de Conrad II le Salique, le premier empereur romain germanique de la dynastie franconienne.

## Biographie
Il est le fils unique de Conrad le Roux et de son épouse Liutgarde de Saxe, fille du roi Otton Ier. Lors de la révolte du duc Henri Ier, frère cadet d'Otton, Conrad avait fait ses preuves comme fidèle partisan du souverain ; en échange, il a été nommé duc de Lotharingie en 944 et reçoit la main de la fille du roi. Toutefois, après des querelles, il a perdu la Lotharingie à nouveau quelques années plus tard.
Othon perdit sa mère lorsqu'il avait cinq ans et son père, tomba sur le champ de bataille du Lechfeld, alors qu'il en avait sept. En tant que comte (Graf) en Franconie, il gouverna ses domaines héréditaires dans les Gaue de Spire et de Worms, sur les rives de l'Elsenz de la Nahe, de l'Enz et de la Pfinz, ainsi que dans le Kraichgau et l'Ufgau. Vers l'an 977, il a fondé l'abbaye de Lambrecht à l'ouest de Spire.
En 976, dans le cadre de l'insurrection du duc Henri II contre son cousin l'empereur Otton II, le duché de Carinthie a été créé des parties orientales de Bavière. C'est Henri III, le fils du duc défunt Berthold de Bavière, qui a été nommé le premier duc de Carinthie ; il a également reçu la marche de Vérone au sud. Deux ans plus tard, cependant, Henri est tombé en disgrâce et a perdu ces deux titres qui ont désormais été décernés à Othon de Worms. Un duc étranger cependant, il a reçu peu du soutien en Carinthie.
Othon lui-même devait renoncer de nouveau à son duché en 983, au moment où Henri III fut nommé duc de Bavière et a aussi reçu la Carinthie et la marche de Vérone. À l'initiative de l'impériatrice Théophano et l'archevêque Willigis de Mayence, sa fidélité est récompensée par des grandes donations en Franconie, y compris les forts de Lautern et de Bruchsal ; il s'est temporairement produit en tant que « duc de Worms ». De plus, en 985, Othon a attaqué l'abbaye de Wissembourg et a annexé une grande partie de ses biens. Malgré son gain en puissance, ce n'est qu'après la mort du duc Henri II de Bavière en 995 que ses principautés lui ont été rendues. Cette étape constitue la séparation définitive des duchés de Carinthie et de Bavière.
Après le décès de l'empereur Otton III en 1002, Othon de Worms était l'un des candidats à l'élection du roi des Romains, mais il renonça à la couronne en faveur du duc Henri IV de Bavière, le fils de Henri II. En 1002/1003, Othon a commandé une armée impériale en croisade contre le margrave Arduin d'Ivrée, marqué par une cuisante défaite à la cluse de Vérone. L'année suivante, il accompagna le nouveau roi Henri au cours de sa campagne en Italie. 

## Mariage et descendance
Vers l'an 970, Otton épousa Judith, possiblement une petite-fille du duc Arnulf Ier de Bavière († 937). De son union avec Judith, il eut quatre fils :
- Henri, né vers 971, comte de Worms ;
- Brunon puis Grégoire V, né en 973, nommé cardinal par Jean XV, qui devint pape le 3 mai 996 jusqu'au 18 février 999 ;
- Conrad, né vers 973, succéda à son père en tant que duc de Carinthie en 1004 ;
- Guillaume, évêque de Strasbourg à partir de 1020.